# Television (album, Television)
Television je třetí studiové album americké rockové skupiny Television, vydané v roce 1992 u vydavatelství Capitol Records. Jde o první album skupiny Television od roku 1978, kdy vyšlo Adventure a jejich vůbec poslední studiové album. K písni „Call Mr. Lee“ z tohoto alba byl natočen videoklip.

## Seznam skladeb
Autorem všech skladeb je Tom Verlaine.
| Pořadí | Název                 | Délka |
| ------ | --------------------- | ----- |
| 1.     | 1880 or So            | 3:41  |
| 2.     | Shane, She Wrote This | 4:21  |
| 3.     | In World              | 4:12  |
| 4.     | Call Mr. Lee          | 4:16  |
| 5.     | Rhyme                 | 4:47  |
| 6.     | No Glamour for Willi  | 5:00  |
| 7.     | Beauty Trip           | 4:22  |
| 8.     | The Rocket            | 3:23  |
| 9.     | This Tune             | 3:42  |
| 10.    | Mars                  | 4:56  |

## Obsazení
- Tom Verlaine – kytara, zpěv
- Richard Lloyd – kytara
- Fred Smith – baskytara, kytara, zpěv
- Billy Ficca – bicí